# Lallia apicinotella
Lallia apicinotella är en fjärilsart som beskrevs av Pierre Chrétien 1915. Lallia apicinotella ingår i släktet Lallia och familjen fransmalar. Inga underarter finns listade i Catalogue of Life.